# Really Don't Like U
Really Don't Like U è un singolo della cantante svedese Tove Lo, pubblicato il 6 settembre 2019 come quarto estratto dal quarto album in studio Sunshine Kitty.

## Descrizione
Undicesima traccia dell'album, il brano è stato descritto dalla critica specializzata come ambient pop, disco, synth pop e di musica elettronica, e vede la partecipazione della cantante australiana Kylie Minogue.

## Promozione
Il 13 settembre 2019 è stato reso disponibile un lyric video del singolo.

## Tracce
Testi e musiche di Tove Lo, Ian Kirkpatrick e Caroline Ailin.
1. Really Don't Like U (feat. Kylie Minogue) – 3:45

## Formazione
Musicisti
- Tove Lo – voce
- Kylie Minogue – voce aggiuntiva
- Ian Kirkpatrick – strumentazione, programmazione

Produzione
- Ian Kirkpatrick – produzione
- Henrik Michelsen – registrazione voce Kylie Minogue
- John Hanes – ingegneria del suono
- Chris Gehringer – mastering
- Șerban Ghenea – missaggio